# Theodore J. Conway
Theodore John Conway (* 24. Juli 1909 in Vallejo, Solano County, Kalifornien; † 11. September 1990 in Tampa, Hillsborough County, Florida) war ein Viersterne-General der United States Army.
Im Jahr 1927 absolvierte Theodore Conway die Galileo High School in San Francisco. Anschließend trat er im dortigen Militärstützpunkt Presidio als einfacher Soldat der US-Armee bei. Auf Empfehlung des Kongressabgeordneten Richard J. Welch wurde er als Kadett an der United States Military Academy in West Point angenommen. In den Jahren 1929 bis 1933 durchlief er diese Ausbildungseinrichtung. Nach seiner Graduation wurde er als Leutnant in das Offizierskorps des US-Heeres aufgenommen. In der Armee durchlief er anschließend alle Offiziersränge bis zum Viersterne-General.
Im Lauf seiner militärischen Karriere absolvierte Conway verschiedene Kurse und Schulungen. Dazu gehörten unter anderem das Middlebury College, das National War College und das Armed Forces Staff College sowie die United States Army Airborne School. Außerdem studierte er in den Jahren 1937 und 1938 an der Universität von Paris (Sorbonne) das Fach Französisch.
In seinen jüngeren Jahren absolvierte er den für Offiziere in den niederen Rangstufen üblichen Dienst in verschiedenen Einheiten und Standorten. Nach seiner Rückkehr aus Paris lehrte er drei Jahre lang an der Militärakademie in West Point das Fach Französisch. Während des Zweiten Weltkriegs war Theodore Conway auf dem europäischen Kriegsschauplatz eingesetzt, wo er in verschiedenen Einheiten diente. Nach dem Krieg war er zunächst Stabsoffizier und später Dozent am Armed Forces Staff College. Mitte der 1950er Jahre bekam er das Kommando über das 188. Luftlanderegiment. Danach wurde er Stabschef bei der 11. Luftlandedivision. Es folgte eine Versetzung zum Stab des NATO-Hauptquartiers in Frankreich. Nach seiner Beförderung zum Brigadegeneral war er zunächst Stabsoffizier im Pentagon und dann in den Jahren 1959 und 1960 in Südkorea Mitglied der Korean Military Advisory Group.
Nach seiner Beförderung zum Generalmajor übernahm Conway am 22. April 1961 als Nachfolger von Dwight E. Beach das Kommando über die 82. Luftlandedivision. Dieses Amt behielt er bis zum 6. Juli 1962. Sein Nachfolger in dieser Funktion wurde John L. Throckmorton. Anschließend wurde Conway nach Bangkok versetzt, wo er die dortige U.S. Advisory Group für  Thailand leitete. Im Jahr 1963 erfolgte seine Beförderung zum Generalleutnant und seine Berufung zum stellvertretenden Kommandeur der in Südkorea stationierten 8. US-Armee. Im Dezember 1963 war er für wenige Tage kommissarischer Kommandeur des I. Korps (3.–10. Dezember 1963). Vom 19. Dezember 1964 bis zum 14. Februar 1965 bekleidete er dieses Amt noch einmal. Nach einer kurzen Zeit als Stabsoffizier im Pentagon (Assistant Chief of Staff for Force Development) wurde er nach Deutschland versetzt, wo er das Kommando über die 7. US-Armee übernahm. Diese war damals noch nicht mit der United States Army Europe (USAREUR) verschmolzen. Aus diesem Grund taucht Conways Name nicht in der Liste der USAREUR-Kommandeure auf.
Im Sommer 1966 wurde Theodore Conway zum Viersterne-General befördert und mit dem Kommando über das United States Strike Command betraut. Dabei handelte es sich um ein aus mehreren Teilstreitkräften zusammengesetztes Unified Combatant Command, das auf der MacDill Air Force Base sein Hauptquartier hatte. Gleichzeitig kommandierte Conway die amerikanischen Einheiten im Nahen Osten, in Südasien und Afrika südlich der Sahara. Im Juli 1969 trat er in den Ruhestand.
Nach dem Ende seiner Militärzeit studierte Theodore Conway bis 1975 an der University of South Florida das Fach Internationale Beziehungen und später 1985 an der Duke University das Fach Militärgeschichte. Er starb am 11. September 1990 in Tampa in Florida und wurde auf dem  San Francisco National Cemetery beigesetzt.

## Orden und Auszeichnungen
Theodor Conway erhielt im Lauf seiner militärischen Laufbahn unter anderem folgende Auszeichnungen:
- Army Distinguished Service Medal
- Legion of Merit
- Bronze Star Medal
- Orden der Ehrenlegion (Frankreich)
- Croix de guerre (Frankreich)
- Tschechoslowakisches Kriegskreuz
- Verdienstkreuz der Republik Polen
- Order of the British Empire
- Orden der Krone von Italien